# Jakub Kaszuba (zawodnik MMA)
Jakub Kaszuba (ur. 2 czerwca 1995 w Olsztynie) – polski zawodnik mieszanych sztuk walki (MMA) wagi lekkiej. Były mistrz federacji Combat Night z 2022 roku. Aktualnie związany z organizacją PFL, w której jest dwukrotnym mistrzem europejskiego turnieju z lat 2023 i 2024.

## Przeszłość sportowa
Urodził się w Olsztynie. Zaczynał od trenowania karate w wieku 7 lat. Rok później przeprowadził się z rodziną do Stanów Zjednoczonych. Tam trenował spory walki wraz ze swoim tatą m.in. taekwondo i kick-boxing, w którym wygrał mistrzostwo Florydy w wieku 16 lat.
We wrześniu 2014 roku na III Podziemnym Pucharze Polski w Bochni w formule brazylijskiego jiu-jitsu zajął 2 miejsce w kategorii do -64 kg junior.

## Kariera MMA

### Amatorstwo i Combat Night
W 2015 roku przeszedł na mieszane sztuki walki, tocząc 5 wygranych amatorskich walk, głównie w kategorii lekkiej. Następnie przeszedł na zawodowstwo, związując się z organizacją znaną na Florydzie – Combat Night. Zawodowy debiut w tej formule odnotował w kwietniu 2017 roku, gdzie zwyciężył przez techniczny nokaut (ciosy pięściami) w trzeciej rundzie z Joshuą Timmsem. Ta walka odbyła się w kategorii półśredniej (do 77 kg / -170 lb).
Drugą zawodową walkę stoczył po prawie dwuletniej przerwie, 16 marca 2019 podczas gali Combat Night Pro: Duval. Kaszuba wygrał jednogłośnie na punkty z Javanisem J Rossem. Jeszcze w tym samym roku dopisał do rekordu dwa zwycięstwa m.in. w lipcu przez TKO z Jayro Martinezem i w listopadzie jednogłośnie na punkty z Johnem Marquezem.
12 grudnia 2020 w drugiej głównej walce wieczoru gali Combat Night Pro 19 pokonał przez techniczny nokaut w drugiej rundzie Johna Ortolaniego.
19 lutego 2022 podczas gali Combat Night Pro: Tallahassee zwyciężył jednogłośną decyzją sędziowską z Timothym Tevesem. Pierwotnym rywalem Kaszuby na tym wydarzeniu miał być Tunezyjczyk – Ayadi Majdeddine, jednak ten wycofał się z tej walki.
20 sierpnia 2022 na gali mającej taki sam tytuł co poprzedni (Combat Night Pro: Tallahassee) pokonał przez poddanie (duszenie zza pleców) w trzeciej rundzie bardziej doświadczonego Brazylijczyka, Carlosa Alexandre.
Kaszuba po 8 zwycięstwach z rzędu dostał szansę walki o pas mistrzowski federacji Combat Night. 5 listopada 2022 podczas drugiej walki wieczoru gali Combat Night: Duval pokonał przez TKO w drugiej odsłonie reprezentanta Argentyny – Nico Cocuccia, zostając mistrzem Combat Night w wadze lekkiej.

### PFL
W lutym 2023 roku duża, amerykańska organizacja Professional Fighters League ogłosiła Kaszubę nowym zawodnikiem, który weźmie udział w turnieju w drugim, regularnym sezonie PFL zaplanowanym na termin 8 lipca w Berlinie. Podczas gali PFL Europe 2: 2023 Regular Season Kaszuba zwyciężył przez poddanie (duszenie zza pleców) już w pierwszej rundzie z Włochem – Maxim Radu, dzięki czemu przeszedł do następnego etapu turnieju.
30 września 2023 w półfinale podczas gali PFL Europe 3 w Paryżu jego przeciwnikiem był Irlandczyk – Dylan Tuke, który także tego samego dnia zwyciężył swoją walkę w ćwierćfinałach. Zwyciężył jednogłośną decyzją sędziów, przez co awansował do finału europejskich play-offów PFL.
W finałowym pojedynku, który stoczył 8 grudnia 2023 w Dublinie znokautował technicznie uderzeniami Johna Mitchella, zwyciężając tym samym Europejski turniej PFL jak i pas mistrzowski, a także zgarniając dodatkowo 100 tysięcy dolarów.
Po triumfie w poprzednim roku Kaszuba ponownie rywalizuje w europejskim turnieju PFL. Kolejną walkę stoczył 7 marca 2024 podczas gali PFL Europe 1: 2024 Regular Season w stolicy Francji, gdzie zmierzył się z Anglikiem, Kane’em Mousah'em. Zwyciężył przez jednogłośną decyzję sędziów, dzięki czemu awansował do półfinału turnieju.
28 marca 2024 podczas programu Koloseum – Magazyn sportów walki został wyróżniony statuetką Herakles w kategorii Odkrycie Roku 2023.
W półfinale europejskiego turnieju PFL spotkał się z reprezentantem Włoch, Daniele Scatizzim. Do polsko-włoskiego starcia doszło w terminie 28 września 2024 podczas gali PFL Europe 3: 2024 Playoffs w szkockim Glasgow. Kaszuba jednogłośnie zwyciężył na kartach punktowych, tym samym awansował ponownie do finału turnieju.
14 grudnia 2024 w finale turnieju PFL wagi lekkiej, podczas gali PFL Europe 4: 2024 Championships w Décines-Charpieu, znokautował łokciami w parterze finalistę, Connora Hughesa. Kaszuba tym samym po raz drugi wygrał europejski turniej i 100 tysięcy dolarów.
1 sierpnia 2025 roku podczas gali PFL World Tournament 8: 2025 Finals w Atlantic City zmierzył się z doświadczonym Meksykaninem, Sergio Cossio. Pojedynek ten wygrał przez jednogłośną decyzję sędziów.

## Osiągnięcia

### Mieszane sztuki walki
- World Class Fight League
  - 2016: Mistrz WCFL w wadze lekkiej[29]
- Combat Night
  - 2022: Mistrz Combat Night w wadze lekkiej[3]
- Professional Fighters League
  - 2023: Mistrz i zwycięzca turnieju PFL Europe w wadze lekkiej[5]
  - 2024: Mistrz i zwycięzca turnieju PFL Europe w wadze lekkiej[6]
- Herakles
  - 2024: Herakles w kategorii Odkrycie Roku 2023[30]
  - 2025: Herakles w kategorii Zawodnik Roku 2024[31]

## Lista walk w MMA

### Zawodowe
| Wynik   | Bilans | Przeciwnik (bilans przed walką) | Rozstrzygnięcie                | Runda | Czas | Rozgrywki                           | Data       | Miejsce          | Uwagi                                                                                    |
| ------- | ------ | ------------------------------- | ------------------------------ | ----- | ---- | ----------------------------------- | ---------- | ---------------- | ---------------------------------------------------------------------------------------- |
| Wygrana | 15-0   | Sergio Cossio (27-10-1)         | Decyzja (jednogłośna)          | 3     | 5:00 | PFL World Tournament 8: 2025 Finals | 01.08.2025 | Atlantic City    | Pojedynek w limicie umownym -73 kg.                                                      |
| Wygrana | 14-0   | Connor Hughes (10-1)            | TKO (łokcie w parterze)        | 4     | 4:07 | PFL Europe 4: 2024 Championships    | 14.12.2024 | Décines-Charpieu | Wygrał finał turnieju PFL Europe w wadze lekkiej oraz zdobył turniejowy pas mistrzowski. |
| Wygrana | 13-0   | Daniele Scatizzi (13-7)         | Decyzja (jednogłośna)          | 3     | 5:00 | PFL Europe 3: 2024 Playoffs         | 28.09.2024 | Glasgow          | Półfinał turnieju PFL Europe w wadze lekkiej.                                            |
| Wygrana | 12-0   | Kane Mousah (14-5)              | Decyzja (jednogłośna)          | 3     | 5:00 | PFL Europe 1: 2024 Regular Season   | 07.03.2024 | Paryż            | Ćwierćfinał turnieju PFL Europe w wadze lekkiej.                                         |
| Wygrana | 11-0   | John Mitchell (8-1)             | TKO (ciosy pięściami)          | 2     | 3:06 | PFL Europe 4: 2023 Championships    | 08.12.2023 | Dublin           | Wygrał finał turnieju PFL Europe w wadze lekkiej oraz zdobył turniejowy pas mistrzowski. |
| Wygrana | 10-0   | Dylan Tuke (6-3)                | Decyzja (jednogłośna)          | 3     | 5:00 | PFL Europe 3: 2023 Playoffs         | 30.09.2023 | Paryż            | Półfinał turnieju PFL Europe w wadze lekkiej.                                            |
| Wygrana | 9-0    | Maxim Radu (10-2)               | Poddanie (duszenie zza pleców) | 1     | 3:18 | PFL Europe 2: 2023 Regular Season   | 08.07.2023 | Berlin           | Debiut w PFL. Ćwierćfinał turnieju PFL Europe w wadze lekkiej.                           |
| Wygrana | 8-0    | Nico Cocuccio (11-5-1)          | TKO (ciosy pięściami)          | 2     | ?    | Combat Night: Duval                 | 05.11.2022 | Jacksonville     | Zdobył pas mistrzowski Combat Night w wadze lekkiej. Co-Main Event                       |
| Wygrana | 7-0    | Carlos Alexandre (11-8)         | Poddanie (duszenie zza pleców) | 3     | 4:43 | Combat Night Pro: Tallahassee       | 20.08.2022 | Tallahassee      |                                                                                          |
| Wygrana | 6-0    | Timothy Teves (5-4)             | Decyzja (jednogłośna)          | 3     | 5:00 | Combat Night Pro: Tallahassee       | 19.02.2022 | Tallahassee      |                                                                                          |
| Wygrana | 5-0    | John Ortolani (10-13)           | TKO (ciosy pięściami)          | 2     | 4:59 | Combat Night Pro 19                 | 12.12.2020 | Tallahassee      | Co-Main Event                                                                            |
| Wygrana | 4-0    | John Marquez (0-0)              | Decyzja (jednogłośna)          | 3     | 5:00 | Combat Night Pro 15: Duval          | 09.11.2019 | Jacksonville     | Limit umowny do 72,6 kg.                                                                 |
| Wygrana | 3-0    | Jayro Martinez (1-1)            | TKO (ciosy pięściami)          | 3     | 2:14 | Combat Night Pro 13                 | 20.07.2019 | Tallahassee      | Przejście do wagi lekkiej.                                                               |
| Wygrana | 2-0    | Javanis J Ross (3-1)            | Decyzja (jednogłośna)          | 3     | 5:00 | Combat Night Pro: Duval             | 16.03.2019 | Jacksonville     | Limit umowny do 72,6 kg.                                                                 |
| Wygrana | 1-0    | Joshua Timms (0-1)              | TKO (ciosy pięściami)          | 3     | 0:29 | Combat Night 72: Pro 2              | 01.04.2017 | Sarasota         | Debiut w wadze półśredniej.                                                              |

### Amatorskie
| Wynik   | Bilans | Przeciwnik (bilans przed walką) | Rozstrzygnięcie                | Runda | Czas | Rozgrywki           | Data       | Miejsce       | Uwagi                                             |
| ------- | ------ | ------------------------------- | ------------------------------ | ----- | ---- | ------------------- | ---------- | ------------- | ------------------------------------------------- |
| Wygrana | 5-0    | Jimmy Osburn (0-0)              | Decyzja (jednogłośna)          | 3     | 3:00 | WCFL 16             | 08.10.2016 | Tampa         | Zdobył mistrzostwo WCFL w wadze lekkiej.          |
| Wygrana | 4-0    | Votypka Jamar Clark (8-11)      | TKO (ciosy pięściami)          | 3     | 2:20 | Breakthrough MMA 20 | 03.09.2016 | Daytona Beach |                                                   |
| Wygrana | 3-0    | Austin Wilson (2-1)             | Poddanie (duszenie gilotynowe) | 2     | ?    | Combat Night 60     | 21.05.2016 | Jacksonville  |                                                   |
| Wygrana | 2-0    | Maurice Graham (1-4)            | Decyzja (jednogłośna)          | 3     | 3:00 | Breakthrough MMA 19 | 02.02.2016 | Fern Park     |                                                   |
| Wygrana | 1-0    | Ronnie Tisdal (2-0)             | Decyzja (jednogłośna)          | 3     | 3:00 | Breakthrough MMA 16 | 13.06.2015 | Daytona Beach | Debiut w amatorskim MMA. Limit umowny do 74,8 kg. |